# يوسوك ماتسو
يوسوك ماتسو (باليابانية: 松尾佑介) هو لاعب كرة قدم ياباني، ولد في 23 يوليو 1997 في سايتاما في اليابان. لعب مع أوراوا رد دايموندز.

## وصلات خارجية
- يوسوك ماتسو على موقع رابطة كرة القدم اليابانية للمحترفين (اليابانية)
- يوسوك ماتسو على موقع إي إس بي إن إف سي (الإنجليزية)
- يوسوك ماتسو على موقع قاعدة بيانات كرة القدم.إي يو (الإنجليزية)
- يوسوك ماتسو على موقع Soccerbase.com (لاعب) (الإنجليزية)
- يوسوك ماتسو على موقع Soccerway.com (الإنجليزية)
- يوسوك ماتسو على موقع عالم كرة القدم.نت (الإنجليزية)